# Medalheiro

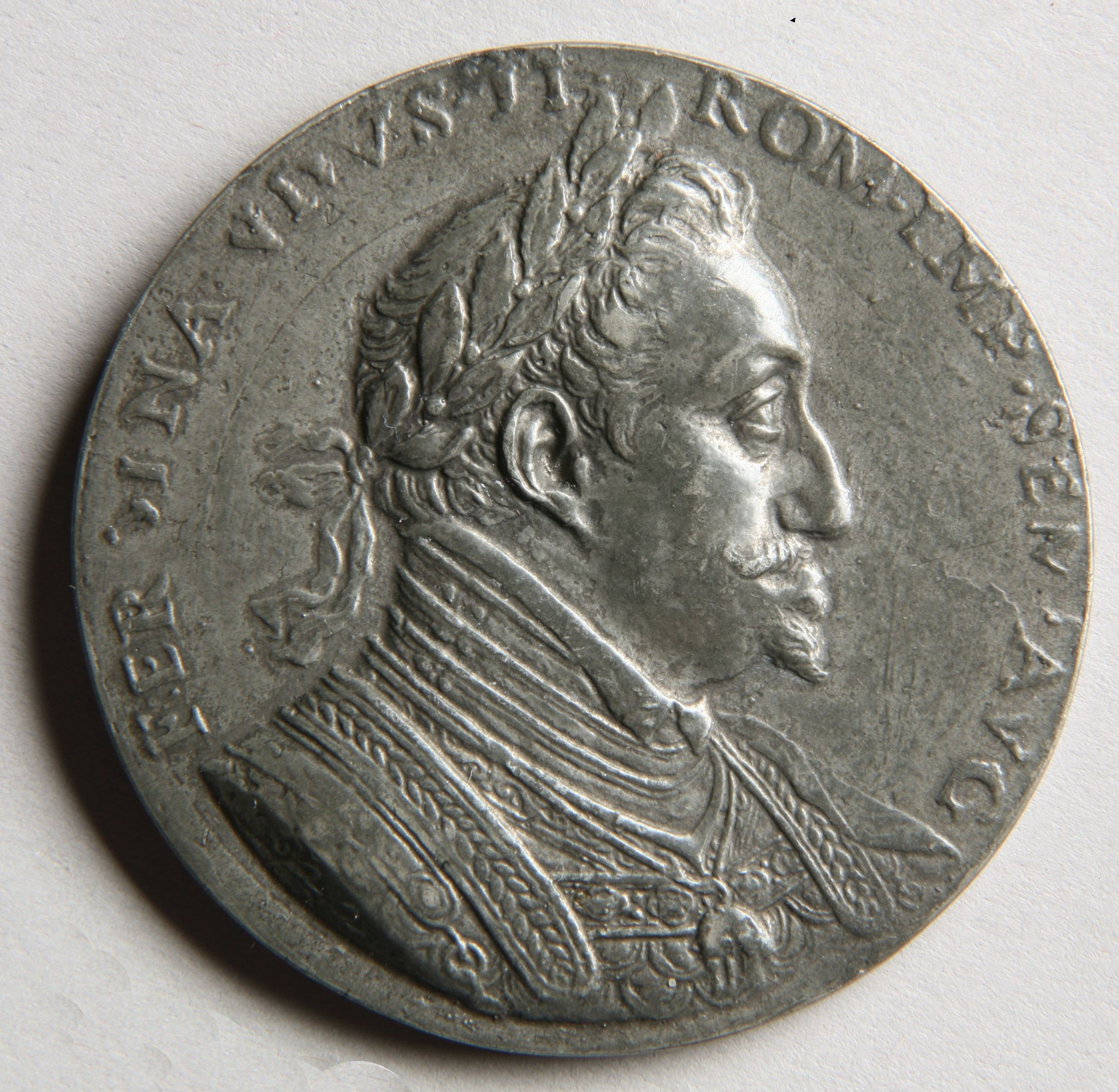
Medalha Comemorativa da Batalha da Montanha Branca com o retrato do Imperador Ferdinand II, feita por Giovanni Pietro de Pomis.

Um medalheiro é um artista que projeta medalhas, plaquetas, distintivos, medalhões de metal, moedas e pequenos trabalhos semelhantes em relevo feitos em metal; sendo geralmente um gravador ou escultor que projeta e produz peças ou ferramentas exclusivas.

## História

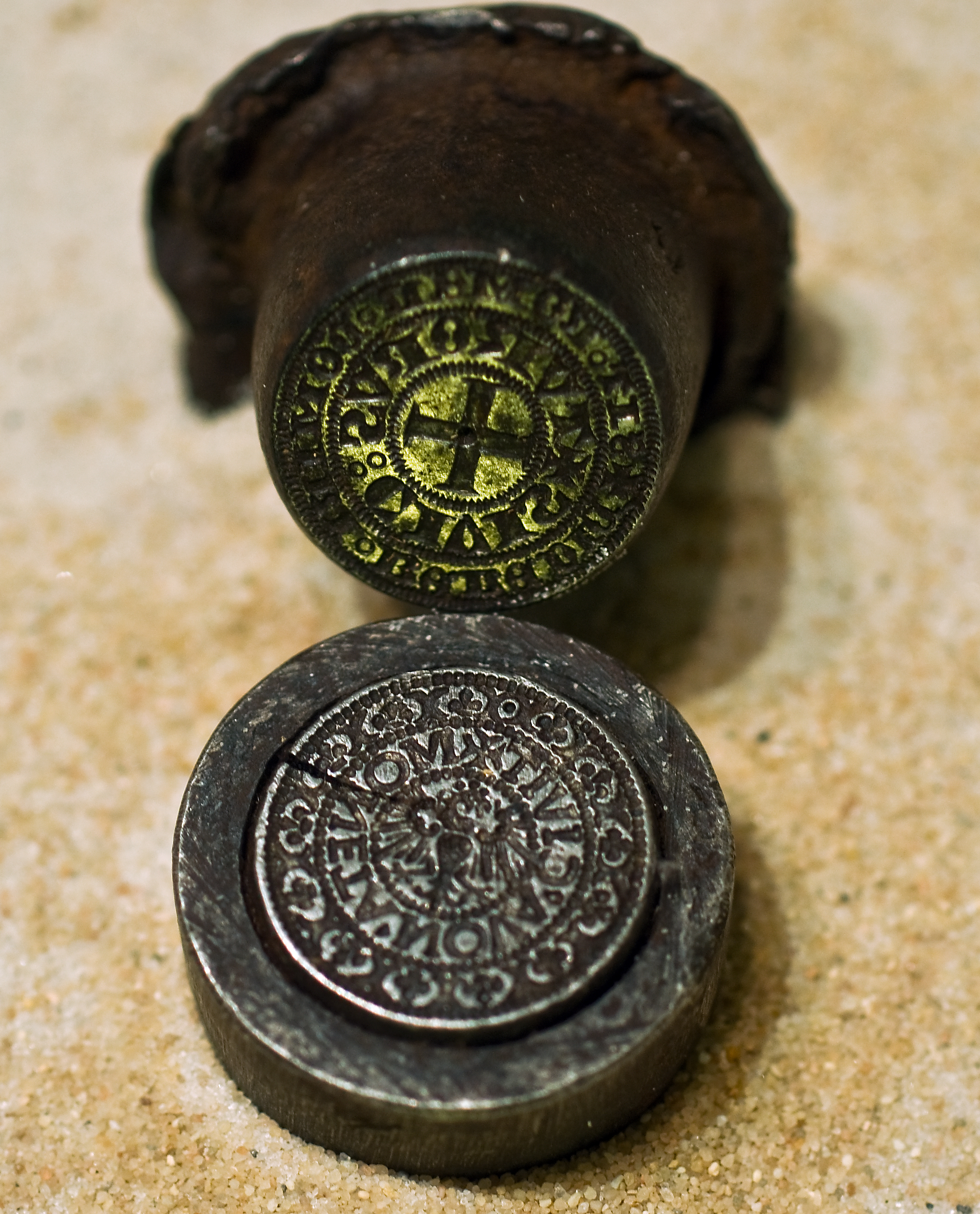
Moeda medieval de tornês de Frankfurt am Main.

Historicamente, os medalheiros normalmente também estavam envolvidos na produção de seus projetos e geralmente eram geralmente escultores ou ourives de profissão. Nos tempos modernos, os medalheiros são principalmente escultores de obras maiores, mas no passado o número de medalhas e moedas produzidas eram suficientes para sustentar especialistas que passaram a maior parte de sua carreira produzindo-os. A partir do século XIX, a educação de um medalheiro geralmente começou com o tempo como gravador, ou uma educação formal em uma academia, particularmente modelagem e retrato. Em moedas, uma marca ou símbolo que indica o medalheiro como o projetista original era frequentemente incluído em um local oculto e não deve ser confundido com o símbolo do mestre de cunhagem. Medalhas e plaquetas artísticas são frequentemente assinadas com destaque pelo artista.
Medalhas artísticas foram produzidas desde o final do período do Renascença e, após alguns precedentes clássicos e reavivamentos medievais tardios, a forma foi essencialmente inventada por Antonio Pisanello, que é creditado com a primeira medalha de retrato, e que permaneceu um tipo muito popular. Ele os lançou como esculturas de bronze, em vez de cuidar de moedas. Os medalheiros também são frequentemente denominados "gravadores" em obras de referência, referindo-se à "gravura" de matrizes, embora isso geralmente não seja de fato a técnica usada; no entanto, muitos também trabalharam na gravura.
A produção de moedas é realizada através do uso de tingimento para moedas de cunhagem martelando ou, nos tempos modernos, moagem ou, principalmente em tempos pré-históricos e também na Ásia, um molde para fundir o objeto desejado. Medalhas e plaquetas artísticas foram produzidas principalmente por elenco de cera perdida.